# Râpa din Sălcuța
Râpa din Sălcuța este un monument al naturii de tip geologic sau paleontologic în raionul Căușeni, Republica Moldova. Este amplasat la sud-est de satul Sălcuța, ocolul silvic Căușeni, Sălcuța, parcela 43, subparcela 3a. Are o suprafață de 3 ha. Obiectul este administrat de Gospodăria Silvică de Stat Bender.